# Municipio de Corralillo
Municipio de Corralillo är en kommun i Kuba.   Den ligger i provinsen Provincia de Villa Clara, i den nordvästra delen av landet, 180 km öster om huvudstaden Havanna. Antalet invånare är 27 571. Arean är 843 kvadratkilometer.
Terrängen i Municipio de Corralillo är platt.